# Éric Bonnargent
 (octobre 2023).
La mise en forme du texte ne suit pas les recommandations de Wikipédia : il faut le « wikifier ».
Les points d'amélioration suivants sont les cas les plus fréquents :
- Les titres sont pré-formatés par le logiciel. Ils ne sont ni en capitales, ni en gras.
- Le texte ne doit pas être écrit en capitales (les noms de famille non plus), ni en gras, ni en italique, ni en « petit »…
- Le gras n'est utilisé que pour surligner le titre de l'article dans l'introduction, une seule fois.
- L'italique est rarement utilisé : mots en langue étrangère, titres d'œuvres, noms de bateaux, etc.
- Les citations ne sont pas en italique mais en corps de texte normal. Elles sont entourées par des guillemets français : « et ».
- Les listes à puces sont à éviter, des paragraphes rédigés étant largement préférés. Les tableaux sont à réserver à la présentation de données structurées (résultats, etc.).
- Les appels de note de bas de page (petits chiffres en exposant, introduits par l'outil «  Source ») sont à placer entre la fin de phrase et le point final[comme ça].
- Les liens internes (vers d'autres articles de Wikipédia) sont à choisir avec parcimonie. Créez des liens vers des articles approfondissant le sujet. Les termes génériques sans rapport avec le sujet sont à éviter, ainsi que les répétitions de liens vers un même terme.
- Les liens externes sont à placer uniquement dans une section « Liens externes », à la fin de l'article. Ces liens sont à choisir avec parcimonie suivant les règles définies. Si un lien sert de source à l'article, son insertion dans le texte est à faire par les notes de bas de page.
- La présentation des références doit suivre les conventions bibliographiques. Il est recommandé d'utiliser les modèles {{Ouvrage}}, {{Chapitre}}, {{Article}}, {{Lien web}} et/ou {{Bibliographie}}. Le mode d'édition visuel peut mettre en forme automatiquement les références.
- Insérer une infobox (cadre d'informations à droite) n'est pas obligatoire pour parachever la mise en page.

Pour une aide détaillée, merci de consulter Aide:Wikification.
Si vous pensez que ces points ont été résolus, vous pouvez retirer ce bandeau et améliorer la mise en forme d'un autre article.
 (octobre 2023).
- Si vous ne connaissez pas le sujet, laissez ce bandeau (vous pouvez alors contacter les auteurs).
- Si vous supprimez le contenu mis en cause (vous pouvez préalablement contacter les auteurs),

argumentez précisément cette suppression dans la page de discussion
(un manque de référence n'est pas un argument ; une recherche réelle de référence doit avoir été effectuée, être formellement documentée).
Éric Bonnargent, né le 3 janvier 1970 à Saint-Maur-des-Fossés (Val-de-Marne), est un écrivain français.

## Biographie
Éric Bonnargent vit à Paris. Après avoir obtenu son baccalauréat en candidat libre, il poursuit des études de philosophie à l’Université de Nice-Sophia-Antipolis. En 1994, il soutient son mémoire de maîtrise, « Apologie d’Hippias », sous la direction de Clément Rosset. Il enseigne la philosophie en banlieue parisienne.
En tant que critique littéraire, il a fondé  avec Marc Villemain le blog L'Anagnoste, que rejoindra notamment l'écrivain Romain Verger. Il chronique romans et essais pour le Magazine des Livres de 2009 à 2012, puis pour Le Matricule des Anges de 2012 à 2022. Ce travail sera à l'origine d'Atopia, petit traité de littérature décalée, publié en 2011.
En 2015, il écrit en collaboration avec l’écrivain Gilles Marchand Le Roman de Bolaño qui suscite l’intérêt de la critique par sa structure inhabituelle. Dans ce vrai/faux polar, les deux auteurs s’emparent chacun d’un personnage et développent une mystérieuse correspondance autour de la figure de l’écrivain chilien Roberto Bolaño,. En 2017, il publie un court texte, Lettre ouverte à ma bibliothèque. Il faudra attendre 2023 pour le voir publier en solo : Les Désarrois du professeur Mittelmann qui est favorablement accueilli par la presse,,.

## Œuvres

### Roman et nouvelles
- Les Désarrois du professeur Mittelmann, Éditions du Sonneur, août 2023  (ISBN 9782373852929).
- Lettre ouverte à ma bibliothèque, Édition du Réalgar, janvier 2017  (ISBN 9791091365376).
- Le Roman de Bolaño, co-écrit avec Gilles Marchand, Éditions du Sonneur, avril 2015  (ISBN 9782916136790). Édition Points n° P5267, octobre 2022  (ISBN 2757876953).

### Essais
- Atopia, petit traité de littérature décalée, Éditions du Vampire actif, avril 2011  (ISBN 9782917094044).

### Articles
- « On ne badine pas avec la mort », Revue Europe, juin-juillet 2018  (ISBN 978-2-35150-095-8).
- « Chez Bolaño, un esthète assassin », Le Magazine Littéraire, mai 2015  (EAN 3663322085437).
- « L’idiotie d’Alberto Caeiro », Revue Le Grognard, juin 2010.  (ISBN 978-2-84712-259-6)
- « L’auberge espagnole de Roberto Bolaño, Une lecture des Détectives sauvages », Revue Cyclocosmia, février 2010  (ISBN 978-2-918989-00-4).
- (dir.) « Mise en perspective d’une problématique : l’objet sophistique », Revue Noesis, printemps 1998  (EAN 3600129004018).